# Pulsbreddsmodulering

Ett exempel på PWM i en växelströms (AC) motordrivning: fas-till-fas spänningen (blått) moduleras som en serie av pulser som resulterar i en sinusliknande "flux" densitetsvågform (rött) i motorns magnetiska krets. Jämnheten i den resulterande vågformen kan styras genom bredden och antal modulerade pulser (per given cykel)

Pulsbreddsmodulering, (PWM pulse-width modulation eller PDM pulse-duration modulation) är en metod att skapa en kontinuerligt varierbar effektmatning genom att slå på och av spänningen snabbare än vad den anslutna apparaten kan urskilja. Användningsområdet är styrning av elmotorer, värmeelement och liknande eller att överföra en styrsignal till exempel servon. Pulsformen kan ge upphov till stora elektromagnetiska störningar vid felaktig konstruktion.
För överföring till elmotorer används pulsbreddsmodulering i styr- och reglerkretsar för att erhålla en kontinuerligt varierbar effektmatning trots att man arbetar med binära styrdon (antingen är det spänning eller inte alls i motorn), till exempel styrdon som slås på och av med reläer. 
Styrningen vid pulsbreddsmodulering sker med två parametrar: cykeltid och tillslagstid. Cykeltiden, som är konstant, väljes av användaren och bör vara kort i förhållande till det styrda objektets tidskonstanter. Styr- och reglersystemets uppgift är att bestämma tillslagstiden, det vill säga hur lång tid styrdonet ska vara tillslaget under varje cykel. Genom att slå på och av spänningen kan man reglera hastigheten på exempelvis en elmotor eftersom den inte hinner stanna om man ger korta impulser. Vill man ha högre hastighet ger man tätare spänningsimpulser. 
Exempel: Då styrsignalen är 30% av max effekt ska styrdonet vara tillslaget 30% av cykeltiden.
Fördelen med pulsbreddsmodulering är att det ofta ger billigare och ibland också mer energibesparande lösningar jämfört med att arbeta med kontinuerliga styrdon.
En klass AB- eller klass B- förstärkare som har en pulsbreddmodulerad insignal och har en negativ och en positiv spänningsmatning kan på så vis styra en växelströmsmotor. 
Man kan även samtidigt ändra amplituden men då är det kombinerad amplitud- och pulsbreddsmodulering. Det finns två andra modulationssätt som relaterar till pulsbreddsmodulering. Nämligen frekvensmodulering och amplitudmodulering.